# CBBC

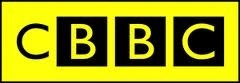
CBBC:s logotyp åren 1997-2002

CBBC är en barn-TV-kanal i Storbritannien under public service-bolaget BBC. CBBC är en förkortning av det tidigare namnet Childrens' BBC och riktar sig främst till en publik mellan fyra och tolv års ålder.